# Champfleury (Aube)
Champfleury is een gemeente in het Franse departement Aube (regio Grand Est) en telt 125 inwoners (1999). De plaats maakt deel uit van het arrondissement Nogent-sur-Seine.

## Geografie
De oppervlakte van Champfleury bedraagt 18,6 km², de bevolkingsdichtheid is 6,7 inwoners per km².
De onderstaande kaart toont de ligging van Champfleury (Aube) met de belangrijkste infrastructuur en aangrenzende gemeenten.

## Demografie
Onderstaande figuur toont het verloop van het inwonertal (bron: INSEE-tellingen).

Vanwege een beveiligingsprobleem met de MediaWiki Graph-software is het momenteel niet mogelijk deze grafiek weer te geven. Zodra de software is bijgewerkt zal de grafiek vanzelf weer zichtbaar worden.
1. ↑  Populations de référence 2022.